# Hans Mahr

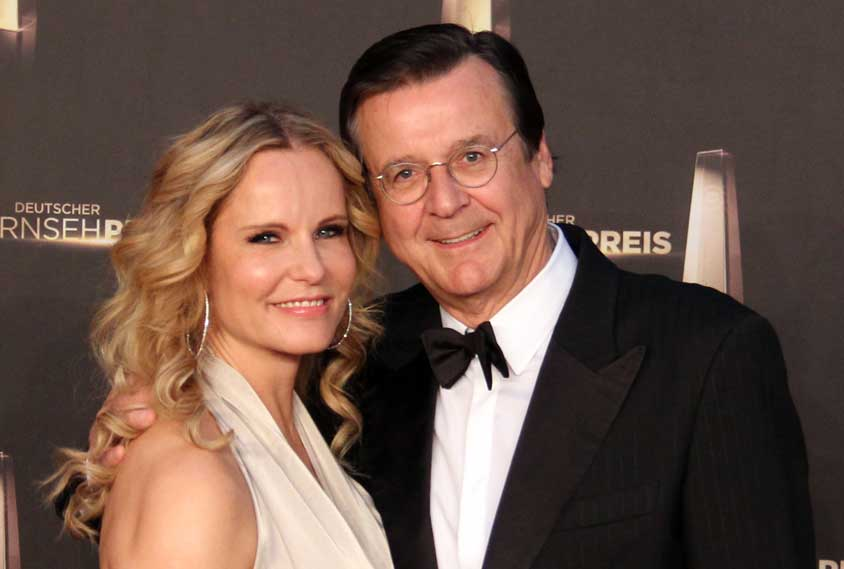
Katja Burkard und Hans Mahr beim Deutschen Fernsehpreis 2012

Hans Mahr (* 17. Mai 1949 in Wien) ist ein österreichischer Journalist und Medienmanager.

## Leben
Mahr besuchte die Volksschule, später das Gymnasium in Wien und legte 1967 am Hernalser Gymnasium Geblergasse seine Matura ab. Anschließend begann er ein Studium der Wirtschaftswissenschaften und war nebenbei als Lokalreporter für die Neue Zeitung tätig. 1968 wechselte er zum Express, für den er drei Jahre lang als Reporter tätig war. Ab 1971 war Mahr Mitarbeiter bei der Kronen Zeitung, wo er in den Bereichen Lokales, Feature und Inneres arbeitete. Ab 1974 leitete er das Politik-Ressort der Kronen Zeitung.
1977 verließ er die Kronen Zeitung und war bis 1979 Büroleiter des Wiener Bürgermeisters Leopold Gratz. Im Anschluss an diese Tätigkeit war er von 1979 bis 1983 für Wahlkampfmanagement und Öffentlichkeitsarbeit des Bundeskanzlers Bruno Kreisky zuständig. Nach Kreiskys Abgang kehrte Mahr als Berater von Herausgeber Hans Dichand zur Krone zurück. 1985 übernahm Mahr die Leitung des Österreich-Büros des Privatsenders RTL, im Jahr darauf die des Stern-Büros in Wien. Im Jahr 1989 wurde Mahr von Hans Dichand zum Geschäftsführer der Kronen Zeitung ernannt. 1993 wurde Mahr in dieser Position Vizepräsident des Verbandes österreichischer Zeitungsherausgeber (VÖZ).
Von 1994 bis zum 31. Oktober 2004 war er Direktor der Sparte Information und Sport sowie Chefredakteur von RTL in Köln. Nachfolger in seinem Amt als Chefredakteur wurde RTL-Nachrichten-Moderator Peter Kloeppel. Vorgänger als RTL-Chefredakteure waren Egon F. Freiheit (1984–86), Volker Kösters (1986–88) und Dieter Lesche (1988–94).
1999 berief RTL-Geschäftsführer Gerhard Zeiler Hans Mahr zum Stellvertreter des Geschäftsführers. Dieses Amt endete mit Übergabe der Geschäftsführung von Zeiler an den Luxemburger Fernsehproduzenten Marc Conrad, der 1998 nach Differenzen mit Mahr und Zeiler bei RTL ausschied und zum 1. November 2004 von Zeiler zu RTL zurückgeholt wurde.
Zwischen März 2000 und März 2002 war Mahr Geschäftsführer von RTL Newmedia. Seit 2002 ist er außerdem Executive Coordinator for Group Synergies der RTL-Gruppe. Hans Mahr ist seit 2002 Mitglied des Operations Management Committee der RTL Group. Als „Executive Coordinator Group Synergies“ verantwortet er die Entwicklung übergreifender Projekte innerhalb der europaweit agierenden Sendergruppe. Ab April 2003 ist Mahr auch stellvertretender Vorsitzender des Aufsichtsrats des RTL-Nachrichtensenders n-tv.
Im Jahr 2005 wurde Mahr zum Vorstand des neu geschaffenen Ressorts Sport und New Business bei der (damaligen) Premiere AG ernannt. Bei Premiere verantwortete Mahr das Sportprogramm und den Einkauf von Senderechten für Sportereignisse. In diesem Zusammenhang wurde Mahr auch Geschäftsführer der neu gegründeten Premiere-Tochtergesellschaft Primus Sport, einer Agentur für die Übertragung und Vermarktung von Sportereignissen. Darüber war er in seiner Funktion als Vorstand für die Entwicklung der Angebote im Internet und Mobilfunk sowie die Werbevermarktung zuständig. Außerdem übernahm Mahr die Gesamtverantwortung für Premiere Österreich. Nach dem Verlust der Übertragungsrechte der Fußball-Bundesliga, für den Mahr verantwortlich gemacht wurde, gab er Ende Februar 2006 seine Posten bei Premiere an seinen Nachfolger Carsten Schmidt ab. 2007 kehrte Mahr zur RTL-Gruppe zurück und betreute dort den osteuropäischen Markt und Senderechte für Sportereignisse.
Im April 2006 hatte sich Mahr mit seinem in Köln ansässigen Unternehmen MahrMedia selbstständig gemacht. Darüber hinaus betreute er den Formel-1-Piloten Ralf Schumacher als Manager. Da das primäre Ziel, einen Formel-1-Vertrag für 2008 und danach auszuhandeln, verfehlt wurde, trennte sich Schumacher von Mahr.

## Ehrungen
- Feinschmecker des Jahres 1996[5]
- Deutscher Fernsehpreis 2002 für die beste Informationssendung / Beste Moderation Information: RTL aktuell mit Peter Kloeppel (Redaktionsleitung: Hans Mahr, Michael Wulf)
- 2003 wurde er mit dem Medienpreis Goldene Feder für seine langjährige Tätigkeit als Informationsdirektor von RTL geehrt.
- Mahr wurde von der Fernseh-Akademie Mitteldeutschland „für sein Lebenswerk“ mit dem Hans-Klein-Medienpreis 2004 ausgezeichnet.
- 2004 erhielt er von Wiens Bürgermeister Michael Häupl auf der Wiener Weinmesse VieVinum die Auszeichnung Weinnase 2004.
- 2005 erhielt Mahr den Steinfederpreis für Weinpublizistik der Vinea Wachau Nobilis Districtus.
- Im November 2011 wurde Mahr mit dem Goldenen Verdienstzeichen der Stadt Wien ausgezeichnet.[6]

## Privat
Hans Mahr ist Vater zweier Töchter zusammen mit RTL-Punkt-12-Moderatorin Katja Burkard, mit der er seit 1998 liiert ist. Außerdem hat er noch zwei Söhne aus einer früheren Beziehung mit der österreichischen Journalistin Conny Bischofberger. Weiterhin gibt es noch seinen ältesten Sohn aus seiner ersten Ehe mit Frau Maria, geb. Edler. Er führt privat einen Blog und einen YouTube-Kanal über persönliche Restaurantempfehlungen und publizierte sie darüber hinaus in seinem Buch „Hans geht Essen“.

## Publikationen
- Rot – Schwarz (Türkis) – Blau. In: Thomas Hofer, Barbara Tóth (Hrsg.): Wahl 2017. Loser, Leaks & Leadership. ÄrzteVerlag, Wien 2017, ISBN 978-3-9503276-4-9, S. 262–266.